# Teleférico de l'Aiguille du Midi

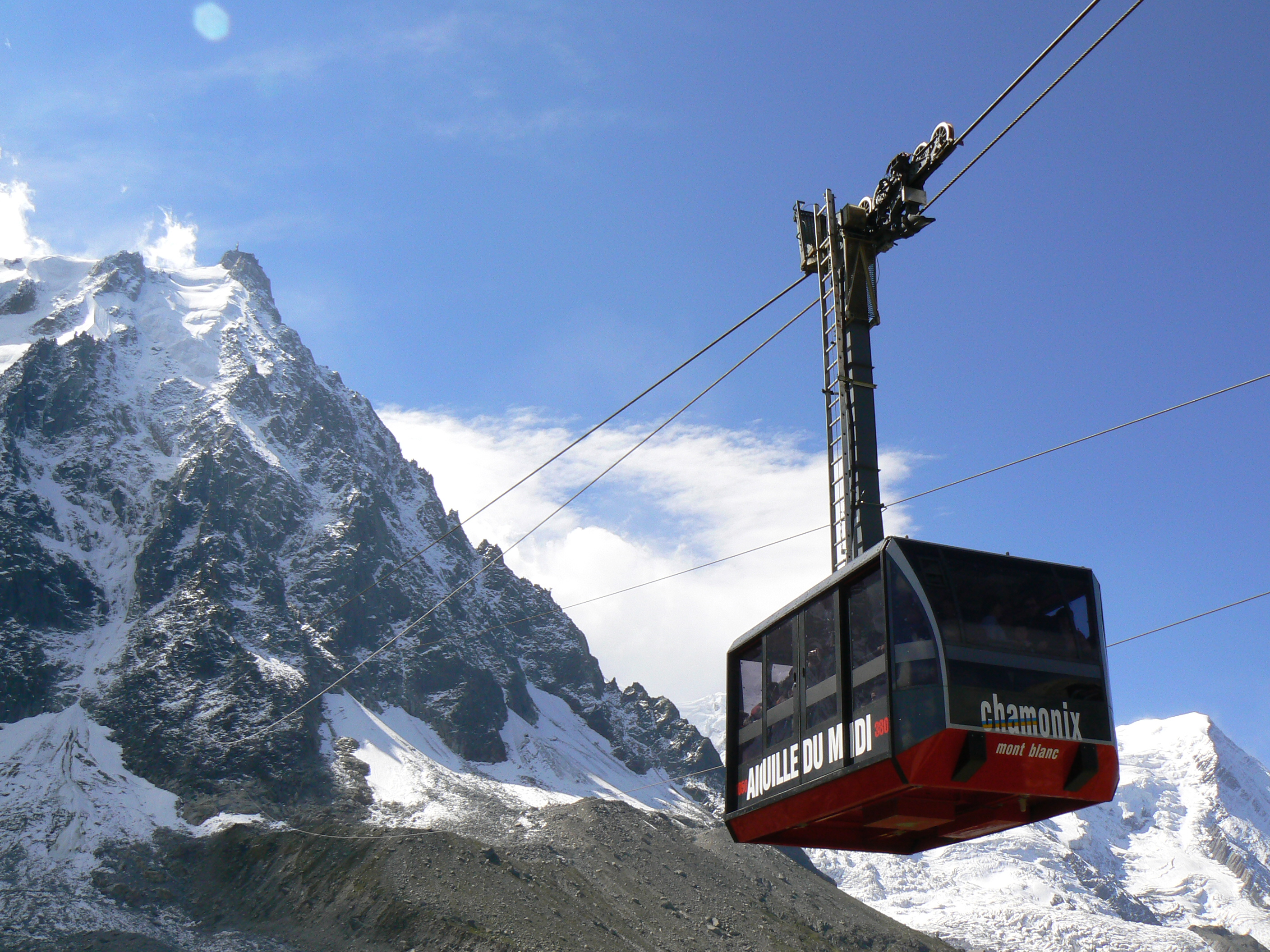
Teleférico de l'Aiguille du Midi

El Teleférico de l'Aiguille du Midi es el teleférico que permite alcanzar la punta de L'Aiguille du Midi (3.842 metros) desde Chamonix (1.039 metros) en un tiempo aproximado de veinte minutos.
Está formado por dos tramos separados por un punto intermedio localizado en el Plan de l'Aiguille, a 2.317 metros de altitud, y rodeado por las Aiguilles de Chamonix. Las cabinas funcionan durante doce horas, ascendiendo entre 4.500 y 5.500 personas diariamente.

## Características
Primer tramo
- Longitud: 2.553 metros
- Altitud de salida: 1.038 metros, en Chamonix
- Altitud de llegada: 2.317 metros, en el Plan de l'Aiguille
- Desnivel: 1.279 metros
- Capacidad: 5.040 kg (72 pasajeros)
- Velocidad: 10 m/s

Segundo tramo
- Longitud: 2.867 metros
- Altitud de salida: 2.317 metros, en el Plan de l'Aiguille
- Altitud de llegada: 3.776 metros, en l'Aiguille du Midi
- Desnivel: 1.470 metros
- Capacidad: 4.620 kg (66 pasajeros)
- Velocidad: 12,5 m/s

A partir del punto de llegada del teleférico, se puede ascender hasta la punta de L'Aiguille du Midi por medio de un ascensor excavado en la roca.